# Mickey: Bardziej bajkowe święta
Mickey: Bardziej bajkowe (baśniowe) święta (ang. Mickey’s Twice upon a Christmas, 2004) – amerykański film animowany/familijny składający się z pięciu części bożonarodzeniowych. Film jest kontynuacją Mickey: Bajkowe święta z 1999 roku i został zrealizowany technologią trójwymiarową (3D). Producentem filmu jest DisneyToon Studios.
Film wydany w Polsce na VHS i DVD 17 listopada 2004 roku przez Imperial Entertainment. Film wydany w USA na Blu-Ray w 2014 roku. Film wyemitowany w telewizji na kanałach: TV Puls, Puls 2, Polsat, Super Polsat, Polsat Film. Na kanałach Telewizji Polsat dostępne są wersje z udogodnieniem: Audiodeskrypcja i napisy dla niesłyszących.

## Historie
- Pojedynek na lodzie (ang. Belles on Ice)

W tej opowieści w rolach głównych występują Myszka Minnie i Kaczka Daisy. Przyjaźń Daisy i Minnie zostaje wystawiona na ciężką próbę. Obie starają się za wszelką cenę zaimponować jury i zgromadzonej publiczności, wykonując niebezpieczne skoki i akrobacje. Zazdrość odbiera im zdrowy rozsądek i dopiero, kiedy na oczach wszystkich Minnie upada na lód, obie uświadamiają sobie, jak dziecinne były ich kłótnie i przepychanki. W finałowym pokazie Daisy i Minnie występują wspólnie, a na lodzie towarzyszą im inni znani tancerze.
- Akcja na biegunie  (ang. Christmas Impossible)

Głównymi bohaterami są Hyzio, Dyzio i Zyzio. Ich imiona nie znalazły się na liście grzecznych dzieci dlatego postanawiają je tam wpisać. Jednak ostatecznie wpisują Sknerusa McKwacza, bo on nigdy nie został wpisany na listę grzecznych dzieci. W domu czeka ich niespodzianka.
- Gwiazdka na maksa (ang. Christmas Maximus)

To najkrótsza opowieść filmu. Towarzyszy jej piosenka „Postaraj się”. Max wraca do domu na święta i przywozi Monę. Początkowo Max wstydzi się nieobliczalnych wyczynów Goofy’ego, ale ostatecznie dochodzi do wniosku, że taki odjazdowy ojciec to prawdziwy skarb.
- Prezent dla Donalda (ang. Donald’s Gift)

Kaczor Donald w święta lubi sobie siedzieć przy kominku i pić gorącą czekoladę. Niestety, Daisy i siostrzeńcy Donalda (Hyzio, Dyzio i Zyzio) mają inne plany. W centrum handlowym kaczor niszczy scenę i zostaje wyrzucony. Na szczęście szybko znajduje sposób, żeby naprawić swój błąd.
- Pluto wróć (ang. Mickey’s Dog-Gone Christmas)

Ostatnim głównym bohaterem jest Pluto. Ucieka z domu, z powodu krzyku Myszki Miki i trafia na biegun północny, gdzie są renifery. Wieczorem Św. Mikołaj mówi Pluto, że Miki za nim tęskni. Pluto w końcu odnajduje Mikiego.

## Obsada
Głosu postaciom użyczyli:
- Wayne Allwine – Myszka Miki
- Tony Anselmo – Kaczor Donald
- Bill Farmer – Goofy/Pluto
- Russi Taylor – Minnie
- Tress MacNeille – Daisy
- Alan Young – Sknerus McKwacz
- Kellie Martin – Mona
- Chuck McCann – Święty Mikołaj
- Jim Cummings – Blitzer
- Jeff Bennett – Donner
- Jason Marsden – Max

## Wersja polska
Opracowanie i udźwiękowienie wersji polskiej: na zlecenie Disney Character Voices International – Start International Polska

Reżyseria: Joanna Wizmur

Dźwięk: Michał Skarżyński

Dialogi polskie: Bartosz Wierzbięta

Kierownictwo muzyczne: Marek Klimczuk

Kierownictwo produkcji: Elżbieta Araszkiewicz

Teksty piosenek: Marek Robaczewski

Opieka artystyczna: Michał Wojnarowski

Wystąpili:
- Kacper Kuszewski – Miki
- Beata Wyrąbkiewicz – Minnie
- Jarosław Boberek – Donald
- Elżbieta Jędrzejewska – Daisy
- Lucyna Malec –
  - Hyzio,
  - Dyzio,
  - Zyzio
- Jacek Sołtysiak – Max
- Janusz Bukowski – Narrator
- Włodzimierz Bednarski – Mikołaj
- Joanna Węgrzynowska – Mona
- Jacek Braciak – Donner
- Jerzy Złotnicki – Sknerus

oraz:
- Arkadiusz Jakubik
- Izabela Dąbrowska
- Magdalena Gruziel
- Elżbieta Kopocińska-Bednarek
- Anita Steciuk
- Joanna Wizmur
- Wojciech Dmochowski
- Jarosław Domin
- Zbigniew Konopka
- Jacek Kopczyński
- Jan Kulczycki
- Łukasz Lewandowski
- Aleksander Mikołajczak
- Tomasz Steciuk
- Jakub Szydłowski
- Jacek Czyż

Piosenki śpiewali:
- „Postaraj się” – Kuba Badach
- „Wesołe niech będą święta” – Jarosław Boberek, Lucyna Malec i Krzysztof Tyniec
- „Posłuchajmy słów kolędy” – Jarosław Boberek, Lucyna Malec i Krzysztof Tyniec
- „Dzwonku dzwoń” – Jarosław Boberek, Lucyna Malec i Krzysztof Tyniec